# 大学自治
大學自治（英語：University Autonomy）又稱為大學自主，指大學不受政府、政黨、教會或其他勢力干預，實行獨立辦學。大學自治一方面是指大學中的學術自由，在教學研究上有權自治。另一方面可能也包括大學中的老師、學生有參與學校公共事務及重大決策、甚至校長產生方式的權利。

## 歷史
大學自治最早源於歐洲。